# 欣欣向荣
《欣欣向荣》（英语：Things Are Looking Up）是1935年阿尔伯特·德·科维尔执导的英国音乐喜劇電影，由高蒙英国公司迈克尔·巴尔肯制作，西塞·考特尼奇、马克斯·米勒和威廉·加爾根主演，亚历克斯·维奇因斯基布景，庚斯博罗影业附属公司英国高蒙在伊斯灵顿工作室摄制而成。考特尼奇扮演姐妹伯莎和西塞莉·菲特的双重角色。伯莎是一位严厉的学校教师，而活泼的西塞莉则负责经营附近的一个展览场地。当伯莎出人意料地私奔后，西塞莉在学校代她上课以防止她被解雇。这是费雯·丽首次出演的电影。

## 演员
- 西塞·考特尼奇 饰 西塞莉·菲特/伯莎·菲特
- 马克斯·米勒 饰 乔伊
- 威廉·加爾根 饰 范·加尔德
- 玛丽·劳森 饰 玛丽·菲特
- 马克·莱斯特 饰 主任
- 亨里埃塔·沃森 饰 麦克塔维什小姐
- 西塞·奥茨 饰 克拉布小姐
- 朱迪·凯利 饰 奥珀尔
- 迪克·亨德森 饰 莫尼先生
- 理查德·亨德森 饰 莫尼先生之子
- 查尔斯·莫蒂默 饰 哈里
- 海·普拉姆 饰 网球裁判员
- 丹尼·格林 饰 大黑狐狸
- 苏珊·朗格伦 饰 庞巴迪夫人
- 费雯·丽 饰 女学生
- 奥尔马·泰勒 饰 女教师
- 温·威弗 饰 州长
- 伊恩·威尔逊 饰 乐队鼓手

## 反响
《电视指南》称它为“相当不错的喜剧”，给以两星评价（满分为四星）。